# Marquesado de Guadalupe Gallardo
El Marquesado de Guadalupe Gallardo es un título nobiliario español creado el 27 de abril de 1810 por Fernando VII a favor de Manuel Rincón-Gallardo y Calderón, Coronel del Regimiento de Dragones Provinciales de San Luis de Potosí.

## Marqueses de Guadalupe Gallardo
|                                 | Titular                                          | Periodo                   |
| Creación por Fernando VII       | Creación por Fernando VII                        | Creación por Fernando VII |
| ------------------------------- | ------------------------------------------------ | ------------------------- |
| I                               | Manuel Rincón-Gallardo y Calderón                | 1810- ?                   |
| II                              | José María Rincón-Gallardo del Valle             | 1793-1877                 |
| Rehabilitación por Alfonso XIII |                                                  |                           |
| III                             | Eduardo Rincón-Gallardo y Rosso                  | 1894-1906                 |
| IV                              | Carlos Rincón-Gallardo y Romero de Terreros      | 1906-1950                 |
| V                               | María de la Concepción Rincón-Gallardo y Cortina | 1950-1954                 |
| VI                              | Justo Fernández del Valle y Rincón-Gallardo      |                           |
| VII                             | Justo Fernández del Valle y Cervantes            | 1966-actual titular       |

## Historia de los Marqueses de Guadalupe Gallardo
- Manuel Rincón-Gallardo y Calderón, I marqués de Guadalupe Gallardo,  Caballero de la Orden de Santiago, alcalde de Santa María de los Lagos (actual Lagos de Moreno), Regidor de Aguascalientes en 1791, Coronel del Regimiento de San Carlos de San Luis Potosí

1. Casó con María Ignacia Santos del Valle. Le sucedió su hijo.

- José María Rincón-Gallardo del Valle (1793-1877), II marqués de Guadalupe Gallardo.

1. Casó con Paz Villamil.
2. Casó con Ana Rosso Delgado.  Le sucedió su hijo del segundo matrimonio.

Rehabilitado en 1894 por:
- Eduardo Rincón-Gallardo y Rosso (1848-1906), III marqués de Guadalupe Gallardo.

1. Casó con María del Refugio Romero de Terreros y Goribar (.-1906), II duquesa de Regla, X marquesa de Villahermosa de Alfaro, IV marquesa de San Cristóbal, V condesa de Regla, condesa de San Bartolomé de Jala, grande de España. Le ducedió su hijo:

- Carlos Rincón-Gallardo y Romero de Terreros (1874-1950), IV marqués de Guadalupe Gallardo, III duque de Regla, XI marqués de Villahermosa de Alfaro, Caballero del Real Cuerpo de la Nobleza de Madrid, Caballero Gran Cruz de la Orden del Santo Sepulcro, Caballero de la Orden de Montesa.

1. Casó con María de la Concepción Cortina y Cuevas. Le sucedió su hija:

- María de la Concepción Rincón-Gallardo y Cortina (.-1954), V marquesa de Guadalupe Gallardo, IV duquesa de Regla.

1. Casó con José Justo Fernández del Valle y Castilla-Portugal. Le sucedió su hijo:

- Justo Fernández del Valle y Rincón-Gallardo, VI marqués de Guadalupe Gallardo, V duque de Regla. Le sucedió, en 1966:

- Justo Fernández del Valle y Cervantes,  VII marqués de Guadalupe Gallardo, VI duque de Regla.